# Spiaggia di Orvile
La spiaggia di Orvile è una spiaggia appartenente al comune di Posada. Insieme alle spiagge di San Giovanni, Su Tiriarzu, Due Pini ed Iscraios rappresentano le cinque spiagge di Posada, da dieci anni premiate con le 5 vele Legambiente.

## La spiaggia
La spiaggia è racchiusa in un arco di circa 500 metri, che ha inizio da una punta rocciosa a nord, mentre a sud confina con la spiaggia di Iscraios
L'arenile di Orvile, sinuoso e di larghezza variabile è composto da una soffice sabbia chiara ed ospita, sul retro, numerose piccole dune ed una vasta pineta.
È caratterizzata da una sabbia medio-fine ed un'acqua di colore verde/azzurro, con un fondale che scende dolcemente per un primo tratto.

## Servizi
La spiaggia dispone di un parcheggio (a pagamento), un ristorante ed un bar. 
Inoltre, una porzione della spiaggia è destinata ai cani.